# Рижков Володимир Олександрович
Володи́мир Олекса́ндрович Рижко́в (рос. Владимир Александрович Рыжков; *3 вересня 1966, Рубцовськ, Алтайський край, РРФСР) — російський політик, з 2006 року співголова політичної партії «Республіканська партія Росії — Партія народної свободи», ведучий майже всіх багатотисячних мітингів «За чесні вибори!» 2011—2012 років у Москві.
Кандидат історичних наук, професор Вищої школи економіки, співведучий програми «Перехоплення» на радіо «Ехо Москви», раніше також вів передачі «Дим Вітчизни», «Обережно, історія» і «Міфи про Росію».
Раніше — незалежний депутат Держдуми (з 1993 по 2007 рік), лідер фракції «Наш дім — Росія», перший віце-спікер Держдуми, заступник глави адміністрації Алтайського краю.